# 1158
Високе Середньовіччя •  Золота доба ісламу •  Реконкіста •  Хрестові походи •  Київська Русь

## Геополітична ситуація
Візантію очолює Мануїл I Комнін (до 1180). Фрідріх Барбаросса є імператором Священної Римської імперії (до 1190), Людовик VII Молодий королює у Франції (до 1180).
Апеннінський півострів розділений: північ належить Священній Римській імперії, середню частину займає Папська область, більша частина півдня належить Сицилійському королівству. Деякі міста півночі: Венеція, Піза, Генуя тощо, мають статус міст-республік.
Південь Піренейського півострова в руках у маврів. Північну частину півострова займають християнські Кастилія, Леон (Астурія, Галісія), Наварра та Арагонське королівство (Арагон, Барселона). Королем Англії є Генріх II Плантагенет (до 1189), королем Данії — Вальдемар I Великий (до 1182).
Ізяслава Давидовича прогнали з Києва. Ярослав Осмомисл княжить у Галичі (до 1187), Андрій Боголюбський у Володимирі-на-Клязмі (до 1174). Новгородська республіка та Володимиро-Суздальське князівство фактично відокремилися від Русі. У Польщі період роздробленості. На чолі королівства Угорщина стоїть Геза II (до 1162).
На Близькому сході існують держави хрестоносців: Єрусалимське королівство, Антіохійське князівство, графство Триполі. Сельджуки окупували Персію та Малу Азію, в Єгипті владу утримують Фатіміди, у Магрибі Альмохади, у Середній Азії правлять Караханіди та Каракитаї. Газневіди втримують частину Індії. У Китаї співіснують держава ханців, де править династія Сун, держава чжурчженів, де править династія Цзінь, та держава тангутів Західна Ся. На півдні Індії домінує Чола. В Японії триває період Хей'ан.

## Події
- Київський князь Ізяслав Давидович пішов війною на Мстиславичів, але берендеї зрадили його, перекинувшись під Білгородом до Мстислава Ізяславича. Ізяслав утік до Чернігова, відкривши Мстиславу шлях на Київ. Мстислав, однак не міг оголосити себе великим князем, оскільки не був старшим у роді. Він запросив Ростислава Мстиславича зі Смоленська.
- Андрій Боголюбський попросив у Константинополя створити окрему митрополію у Володимирі-на-Клязмі, але Константинополь дав йому тільки єпископа, наполягаючи на тому, що київський митрополит є митрополитом усієї Русі.
- Князь Богемії Владислав II отримав королівський титул.
- Імператор Священної Римської імперії Фрідріх Барбаросса веде війну в Італії проти бунтівливих італійських міст-республік.
- Барбаросса дарував привілеї Болонському університету.
- Королем Кастилії та Толедо став трирічний Альфонсо VIII.
- Перша літописна згадка про місто Мюнхен.
- Англія та Франція уклали між собою угоду. Королі Генріх II Плантагенет та Людовик VII погодилися одружити своїх дітей.